# Yali (mitología)

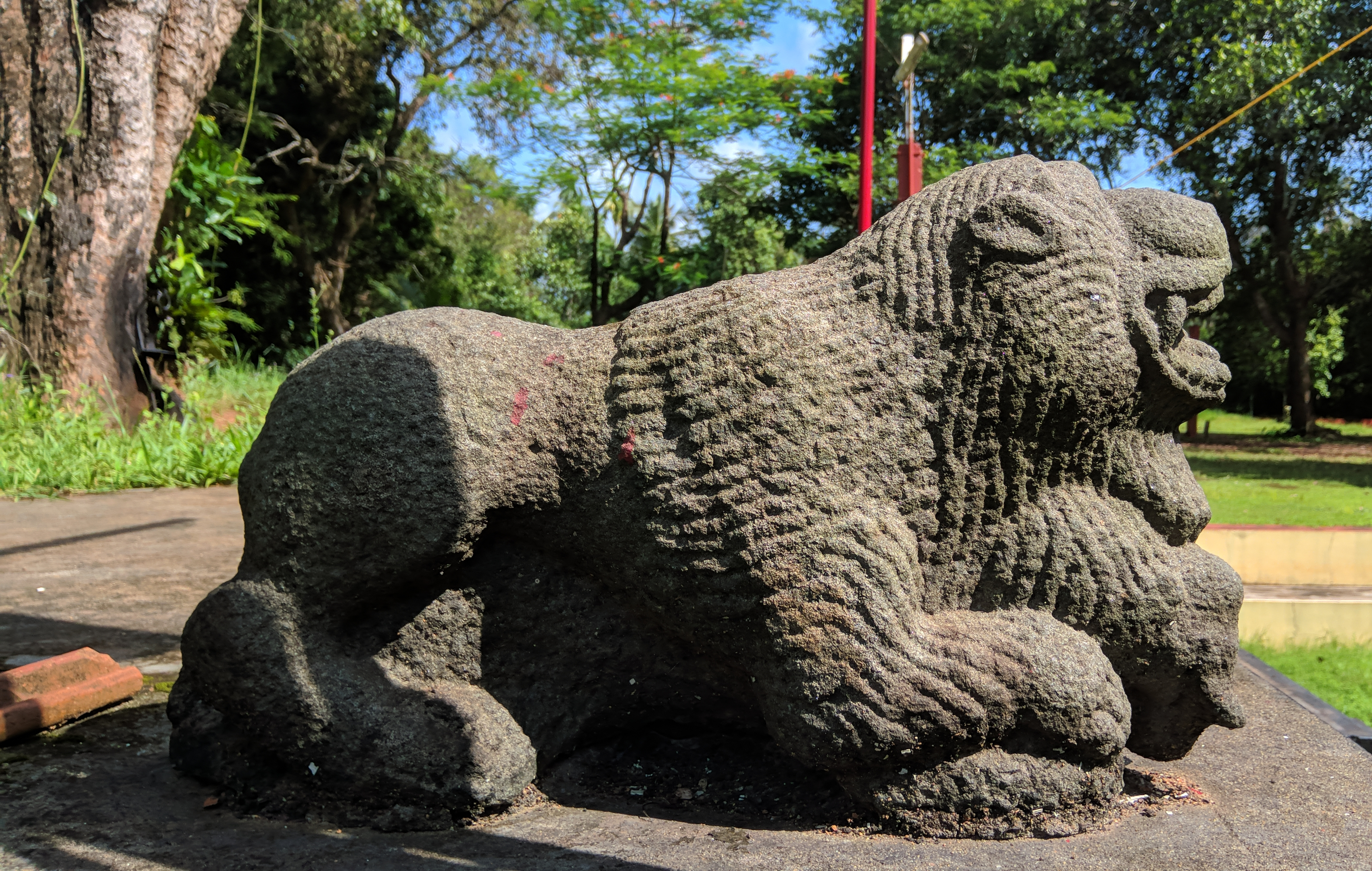
Estatua de Yazhi/Yali

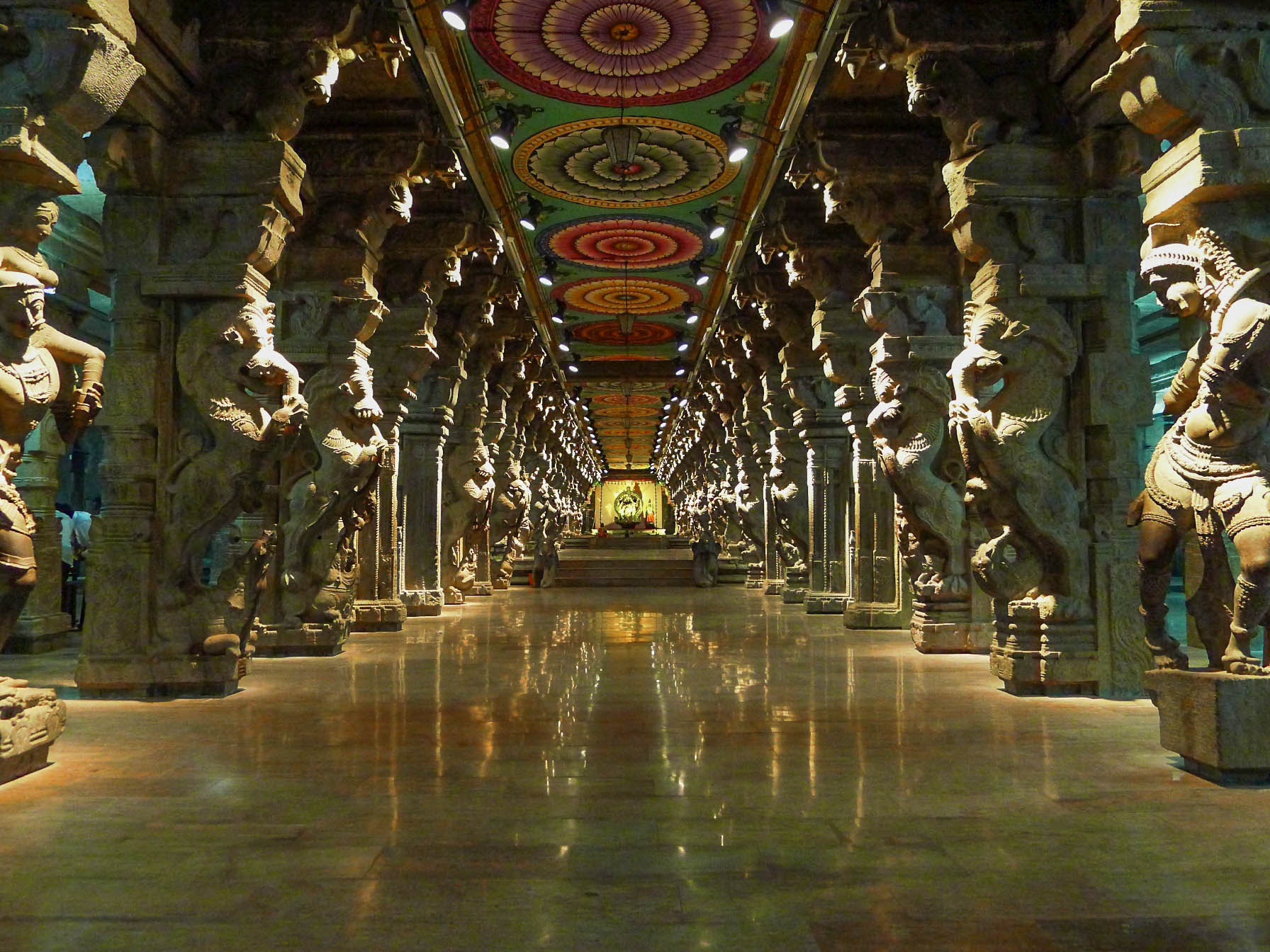
Yali en pilares en el templo de Madurai Meenakshi Amman

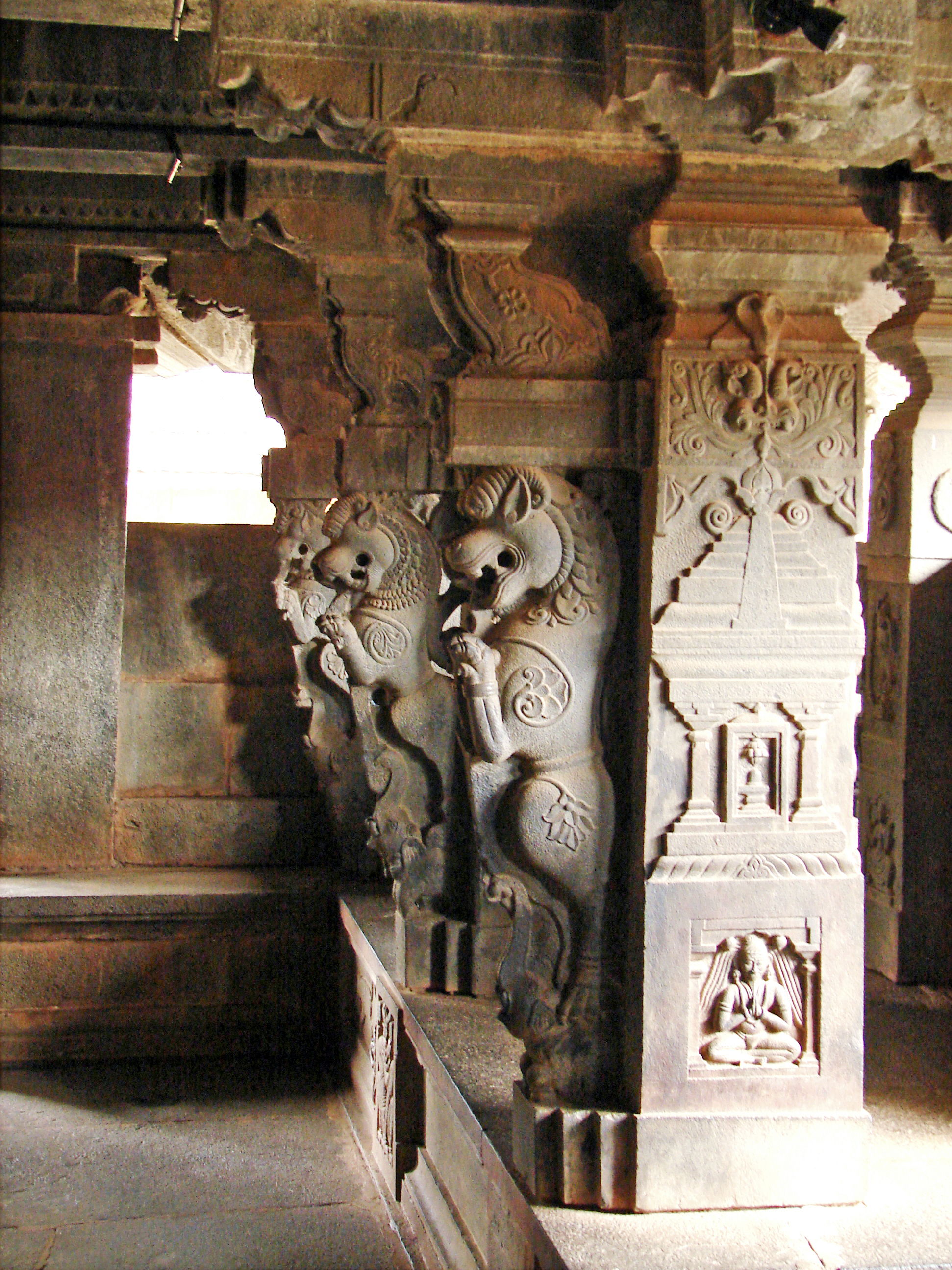
Pilares de Yali, templo de Rameshwara, Keladi, distrito de Shivamogga, estado de Karnataka, India

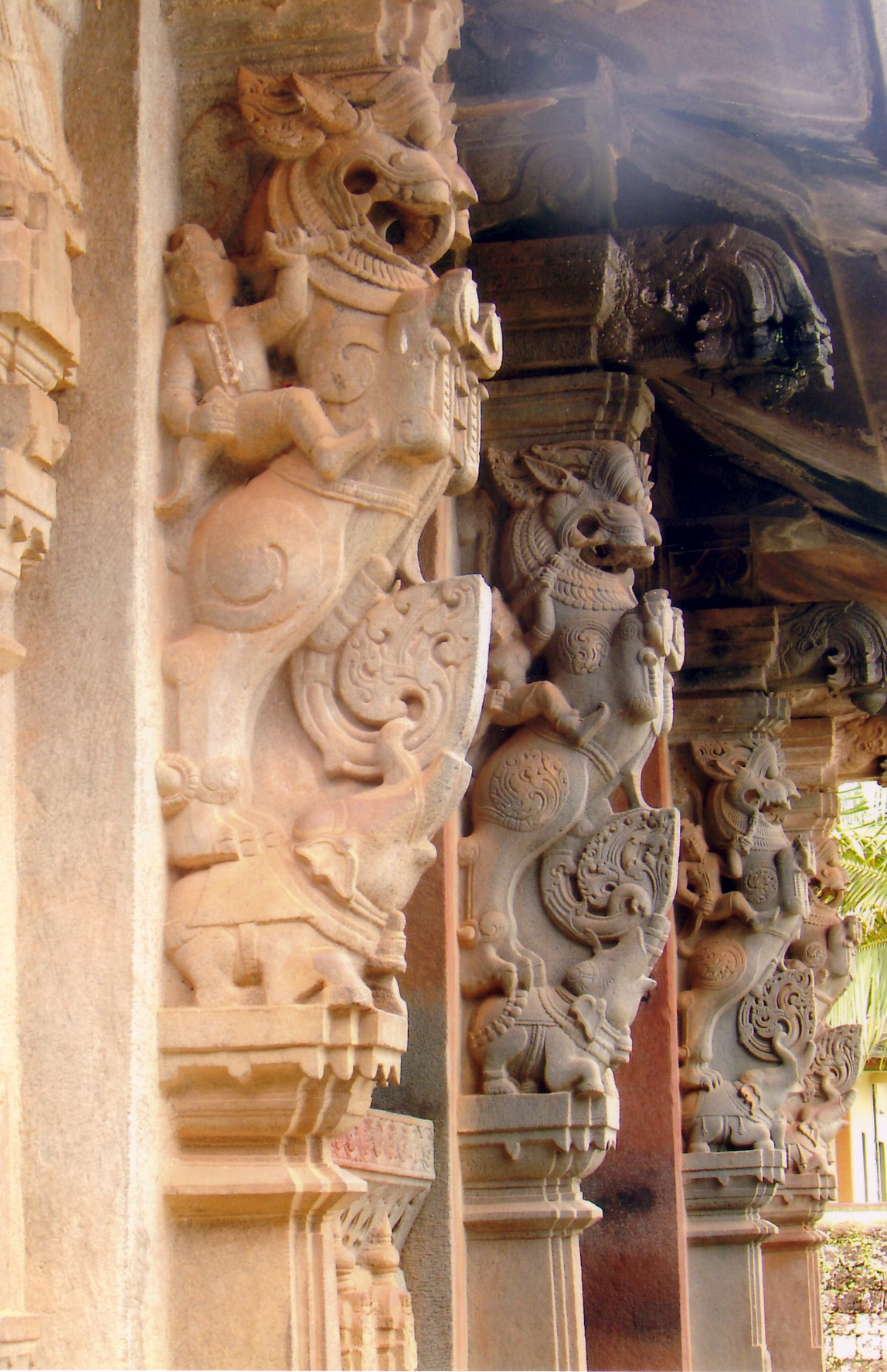
Yali en el templo Aghoreswara, Ikkeri, distrito de Shivamogga, estado de Karnataka, India

La palabra Yali se deriva de Vyala o Vidala en sánscrito, y se refiere a una criatura mítica que aparece en muchos templos indios, a menudo esculpida en los pilares. Puede representarse como parte león, parte elefante y parte caballo, o en formas similares. Asimismo, se le ha descrito a veces como un leogrifo (parte león y parte grifo) con algunos rasgos como de pájaro.
Descripciones y referencias a los yalis son muy antiguas, pero ganaron prominencia en la escultura del sur de la India en el siglo XVI. Se creía que los yalis eran más poderosos que los leones, tigres o elefantes.

## Iconografía e imagen
En su iconografía e imagen, los yali tienen cuerpos gráciles como de gato, pero cabeza de león con colmillos de elefante (gaja) y cola de serpiente. En ocasiones se les ha representado de pie sobre el lomo de un makara, otra criatura mítica y considerada como la vájana de Budha (Mercurio). Algunas imágenes parecen representaciones tridimensionales de yalis. Se han encontrado imágenes o íconos en las paredes de entrada de los templos, y se cree que el grácil león mítico protege y vigila los templos y vías que llevan al templo. Usualmente tienen el cuerpo estilizado de un león y la cabeza de algún otro animal, más comúnmente un elefante (gaja-vyala). Otros ejemplos comunes son: los de cabeza de león (simha-vyala), los de cabeza de caballo (ashva-vyala), los de cabeza de humano (nir-vyala) y los de cabeza de perro (shvana-vyala).

## Galería

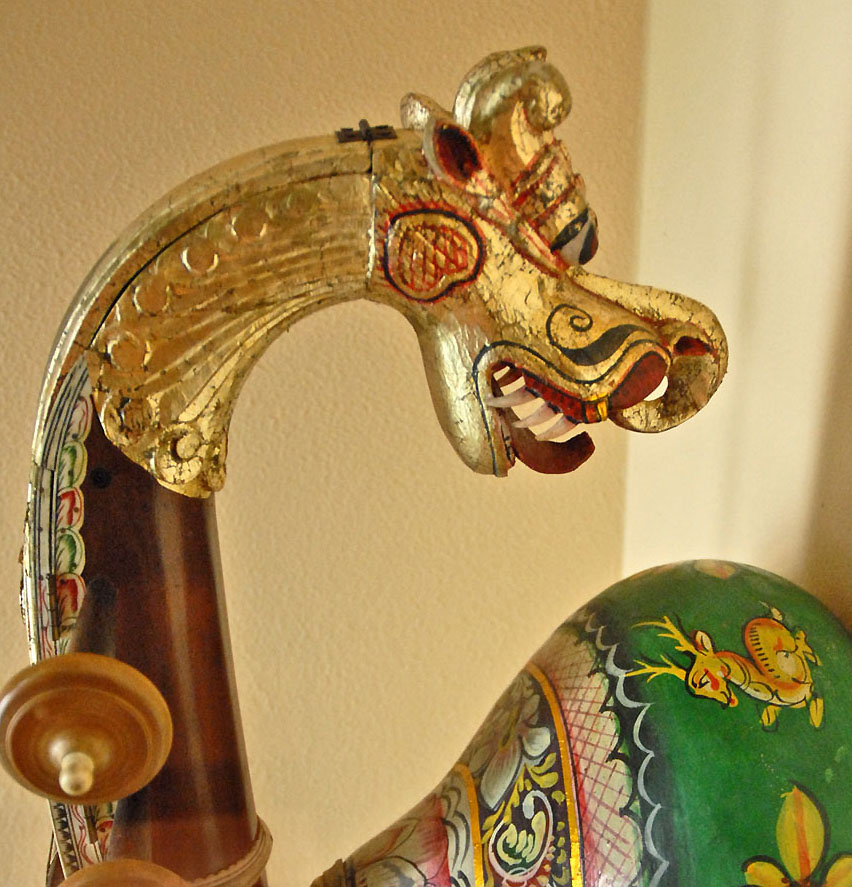
Los Yali aparecen a menudo en los mástiles de los saraswati vina modernos.
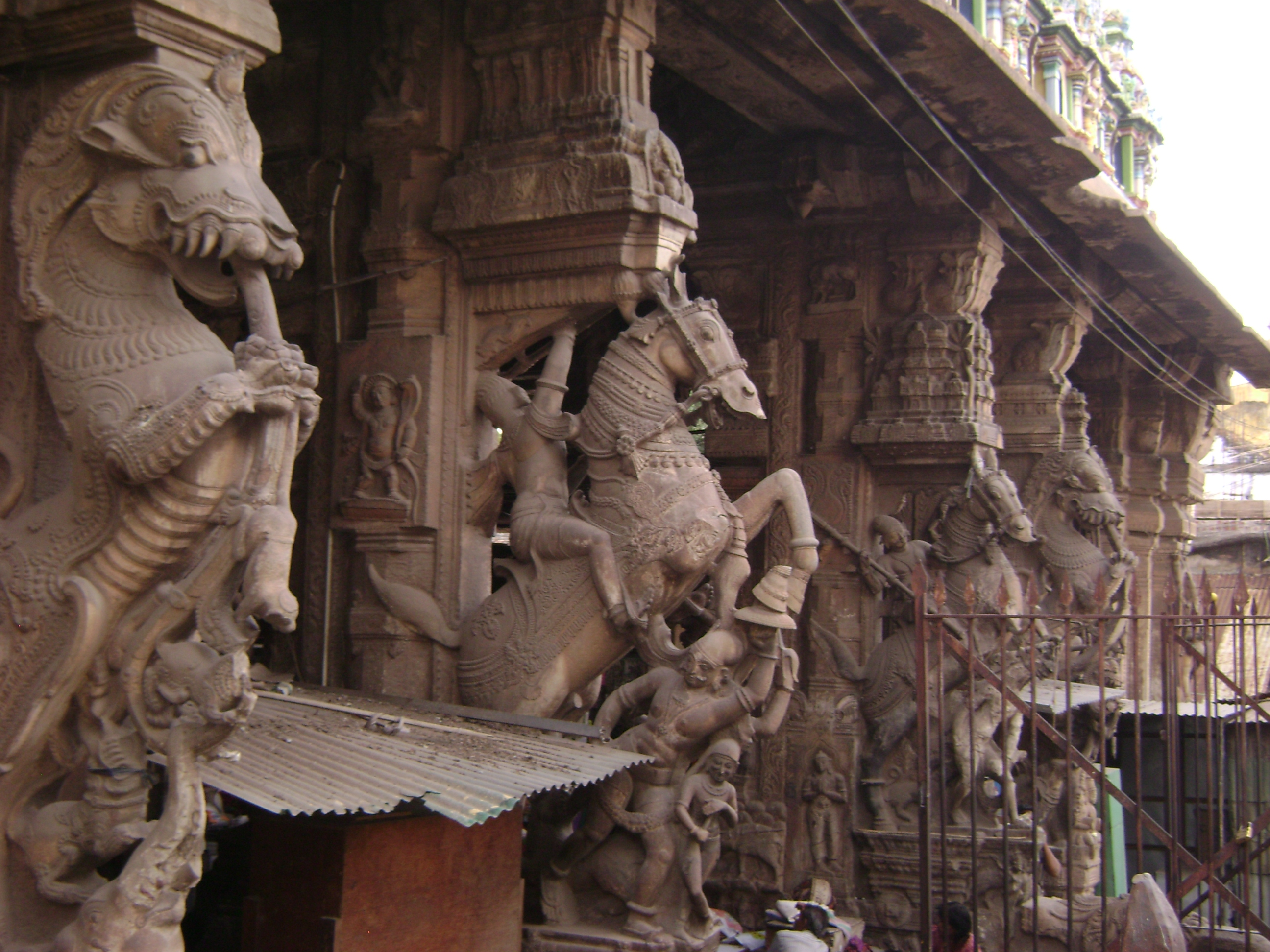
Yali en pilares en Puthu Mandapam, Madurai, estado de Tamil Nadu, India
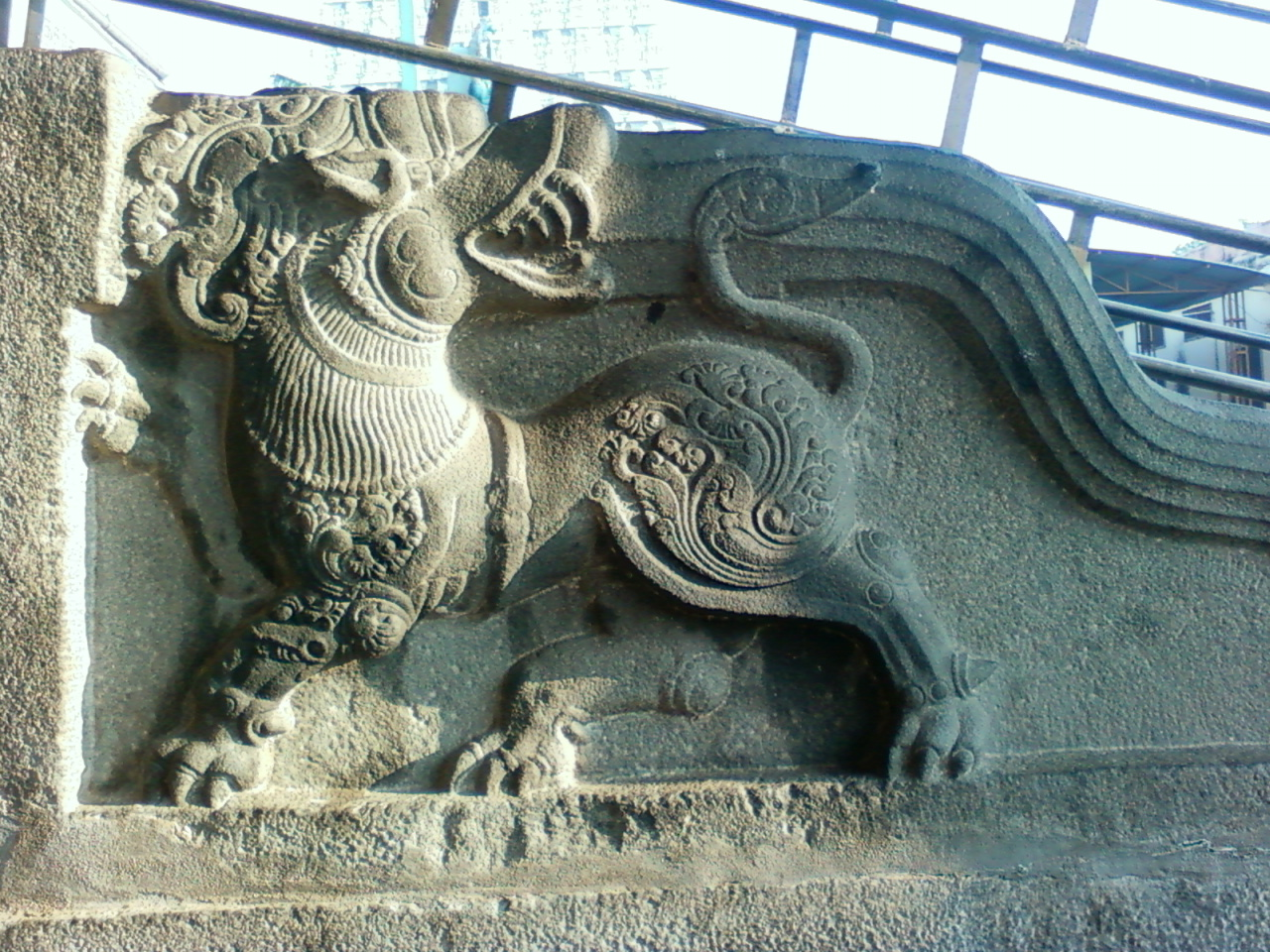
Yali en el templo Thiruvannamalai Annamalaiyar, Tiruvannamalai, estado de Tamil Nadu, India
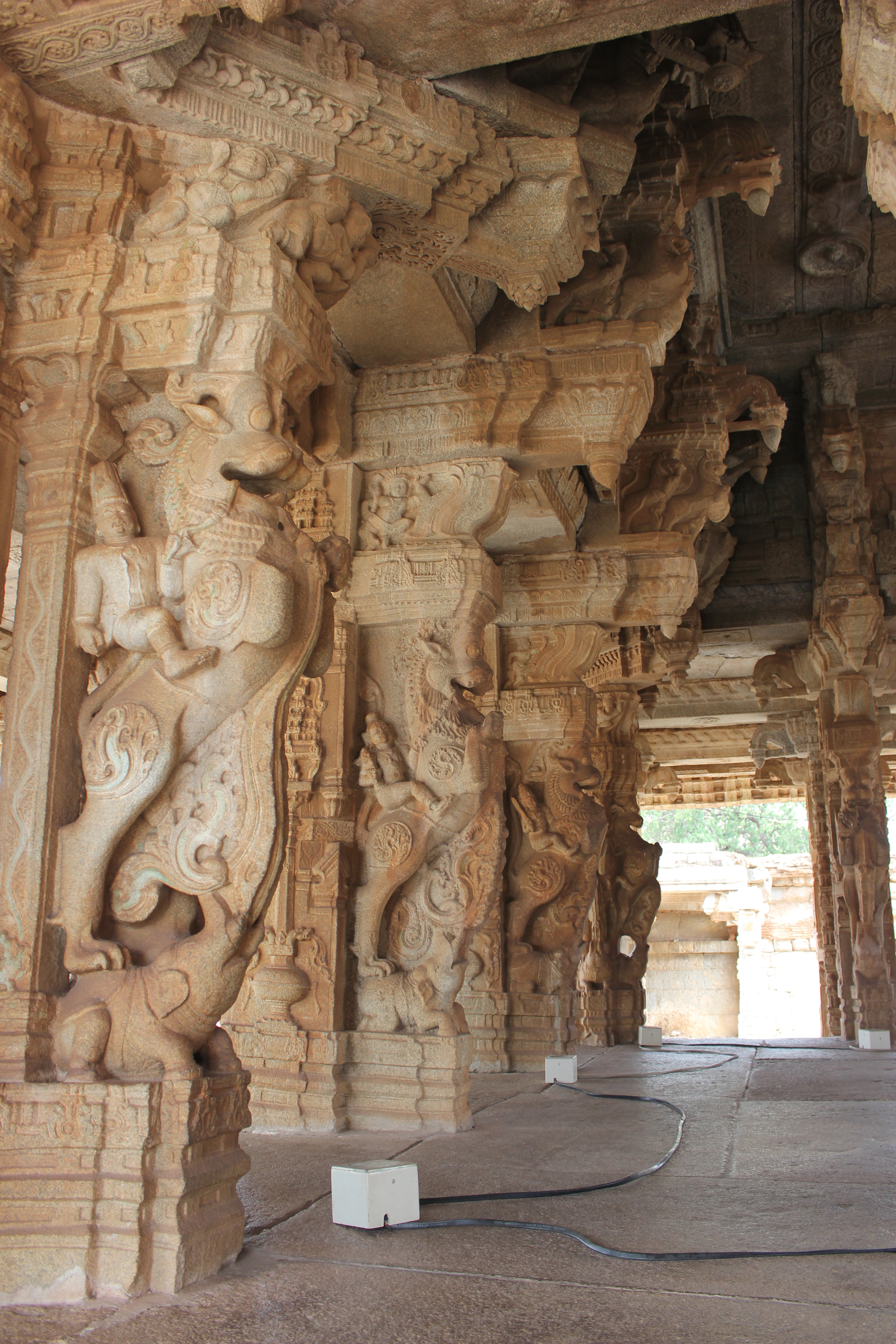
Pilares de Yali en el templo de Vittala en Hampi, estado de Karnataka, India
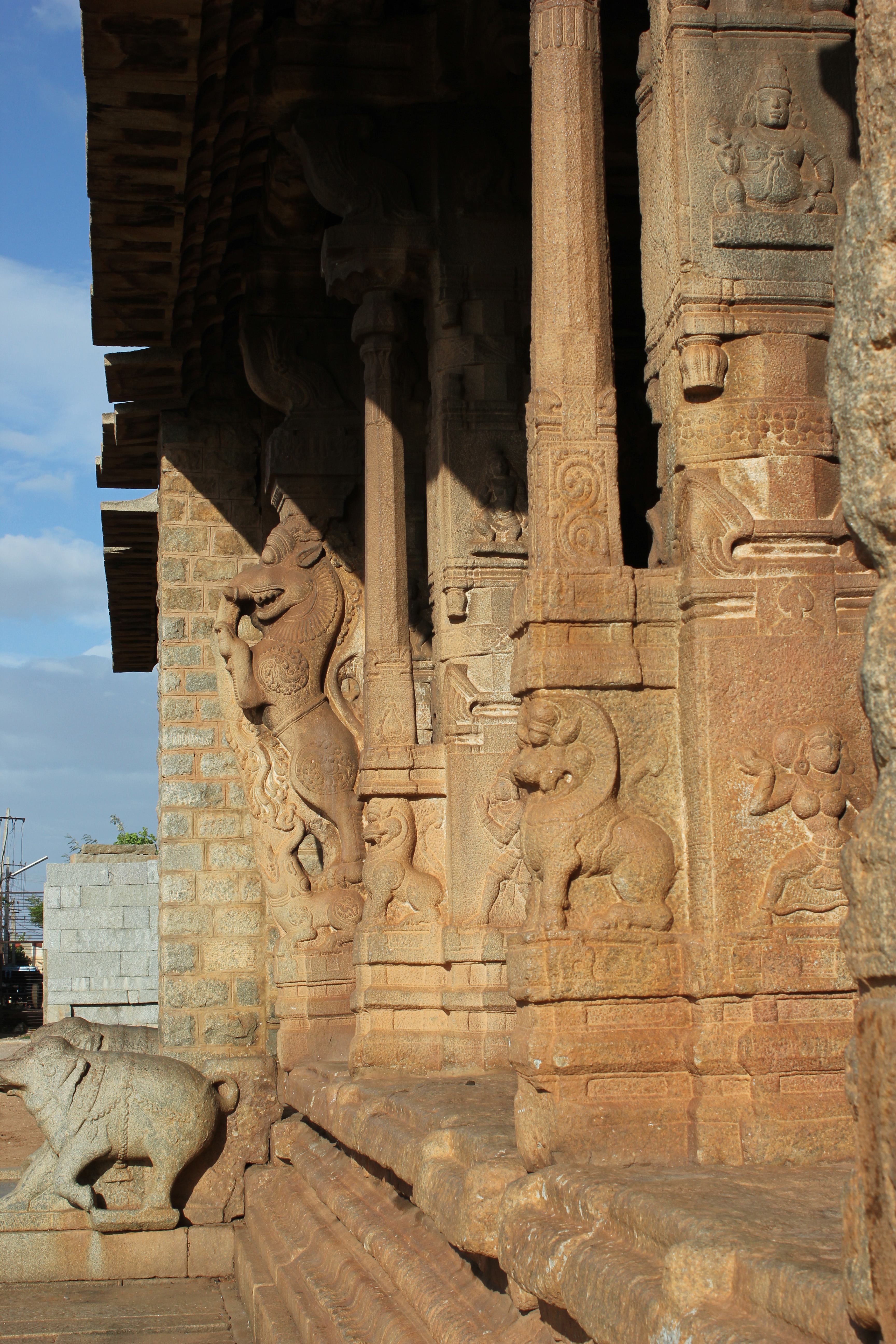
Pilares de Yali en el templo de Ananthasayana, Ananthasayanagudi, estado de Karnataka, India
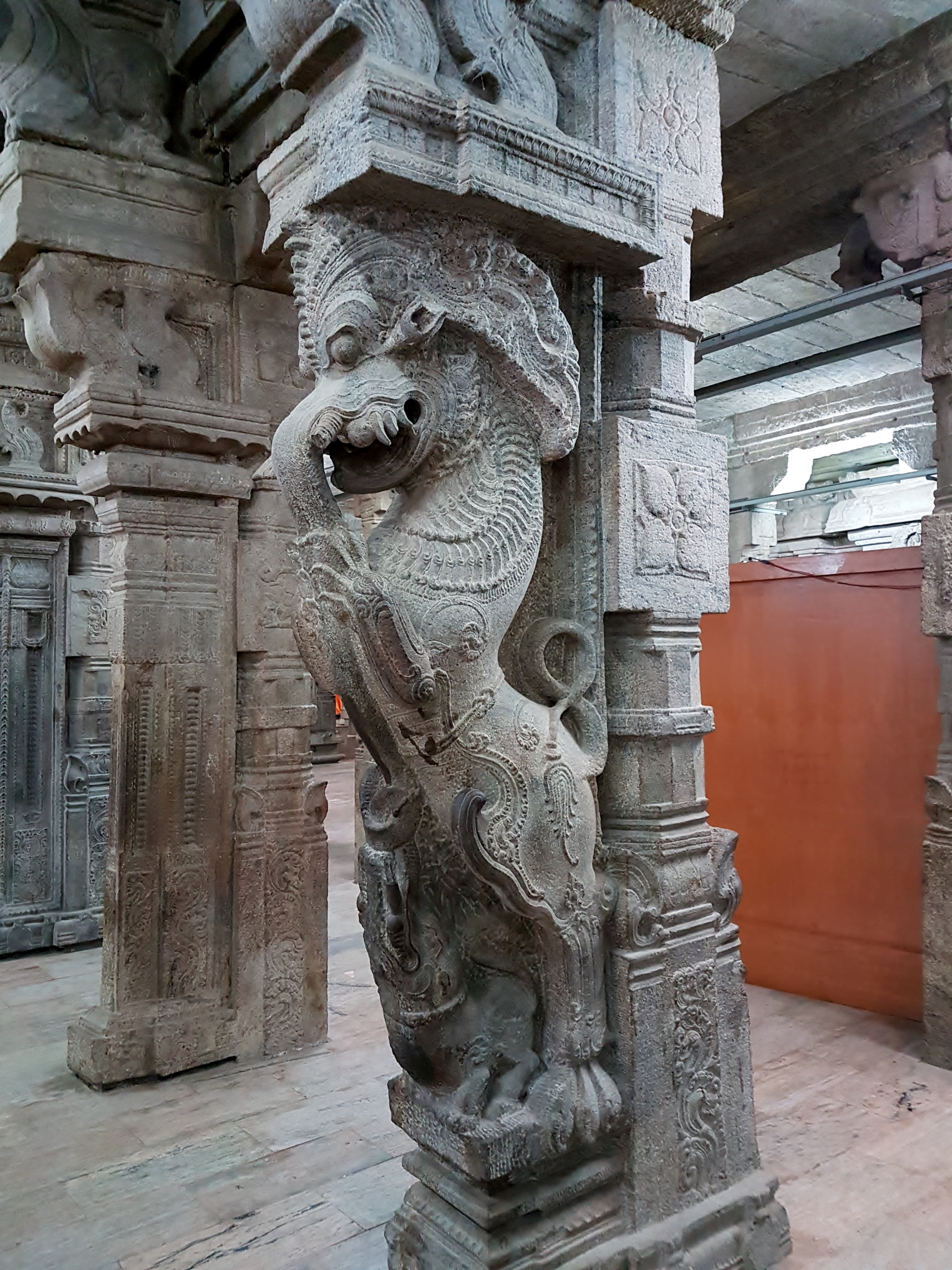
Pilar tallado en el Salón de los Mil Pilares del siglo XVI, Templo de Meenakshi, Madurai
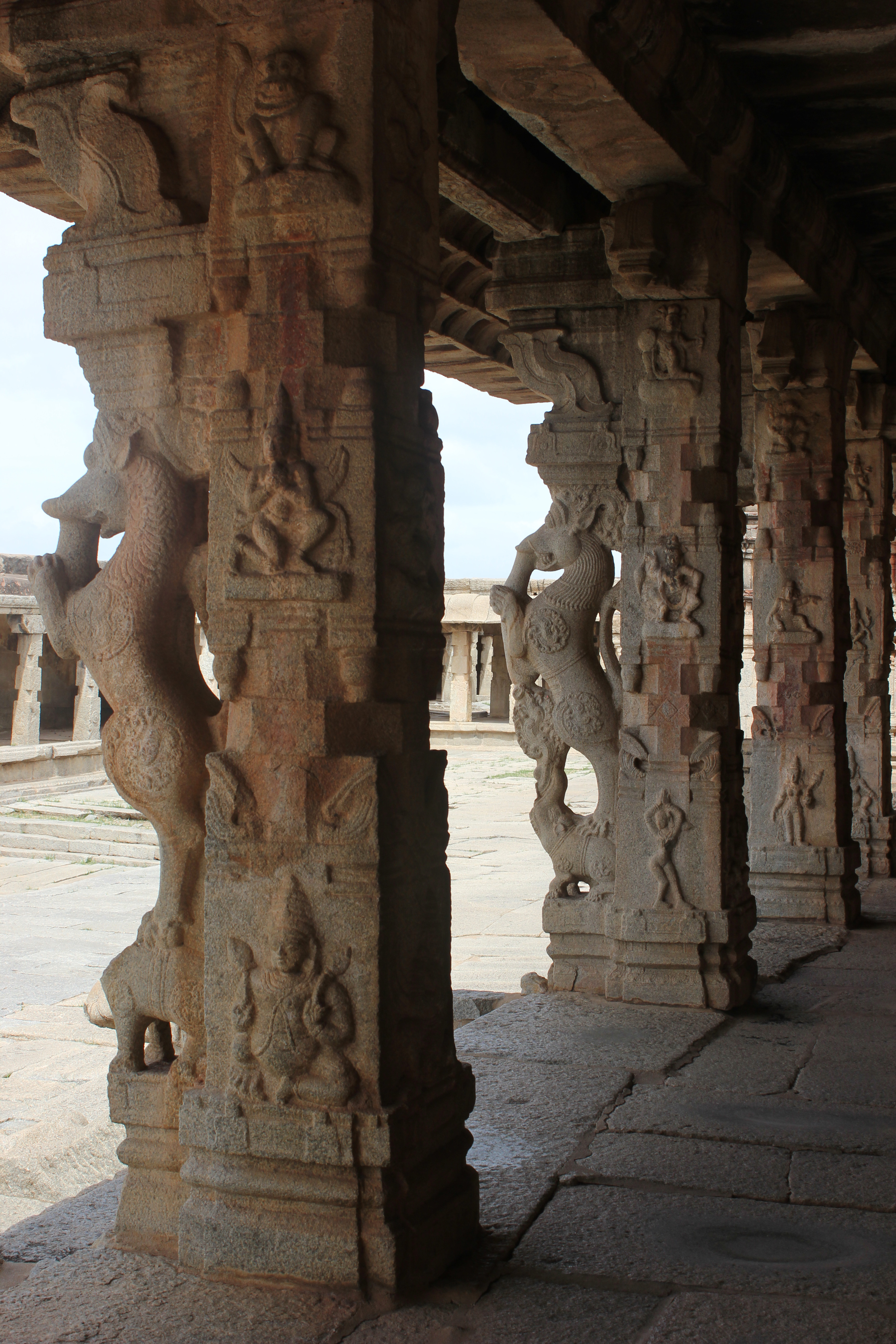
Pilares de Yali en el templo de Krishna en Hampi, estado de Karnataka, India
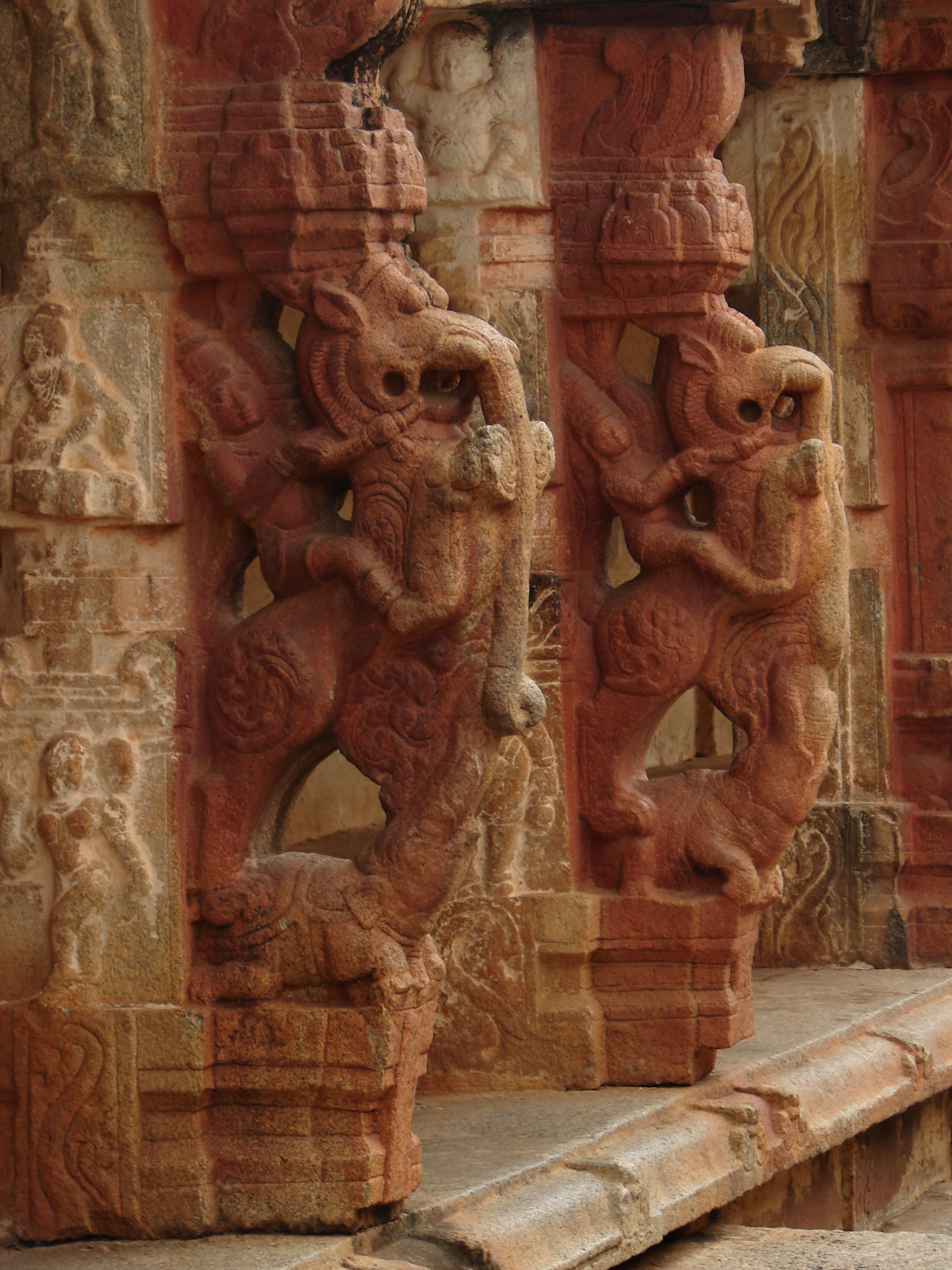
Pilares de Yali en el templo de Bhoganandishvara en el distrito de Chikkaballapur, estado de Karnataka, India
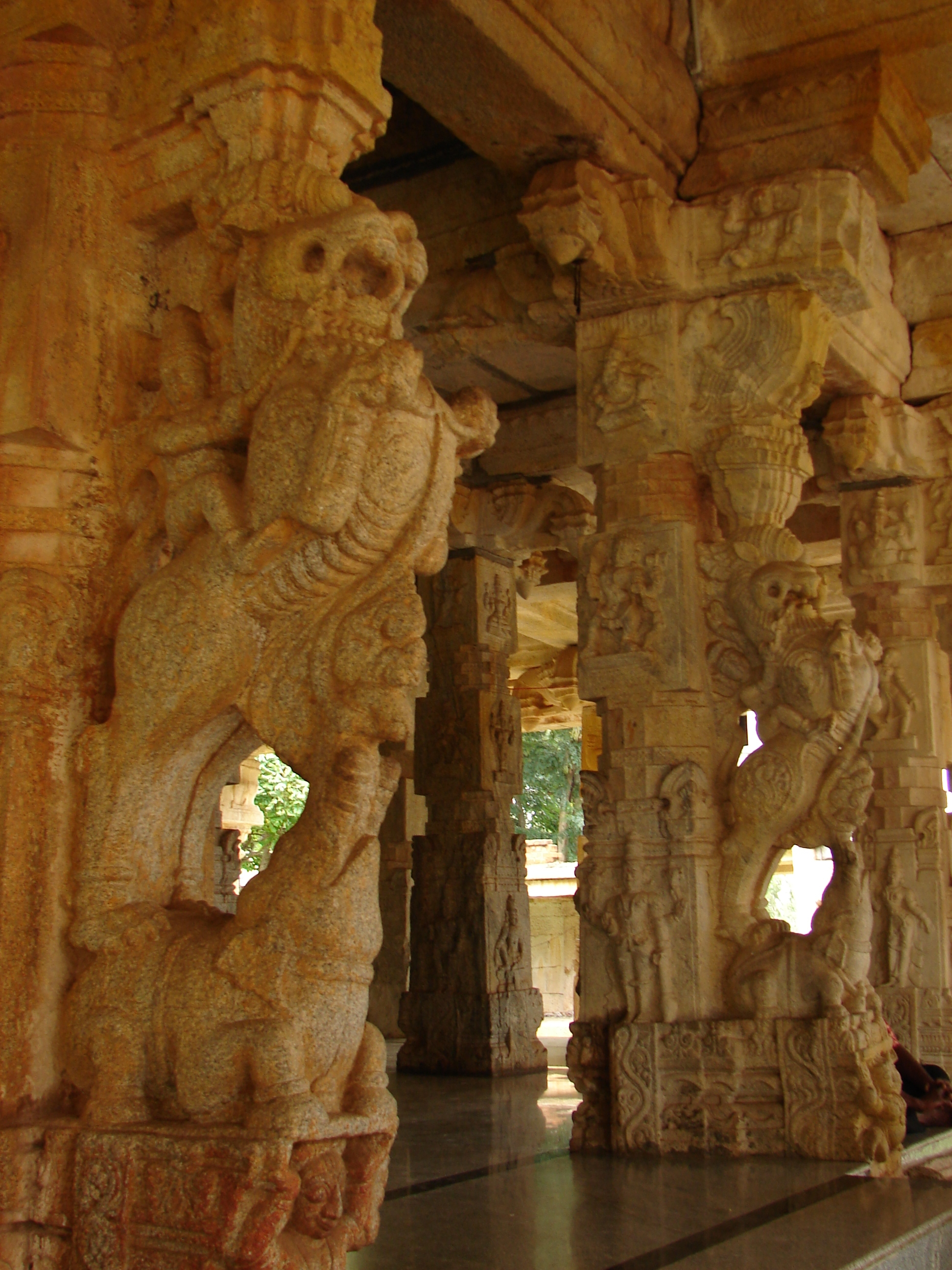
Pilares de Yali en el templo de Ranganatha en el distrito de Chikkaballapur, estado de Karnataka, India
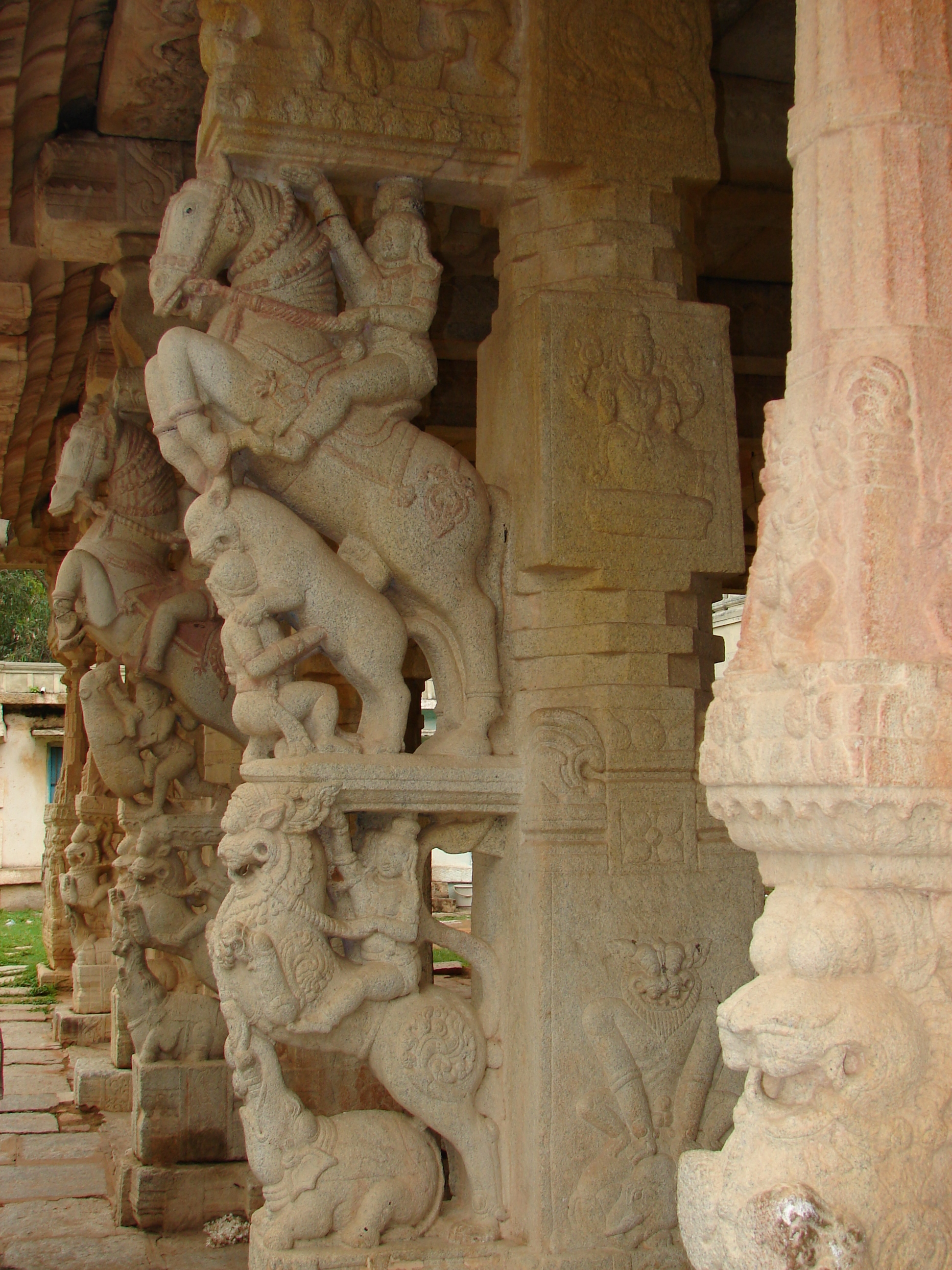
Pilares con Yali y Kudure Gombe ("muñeco de caballo") en el templo de Ranganatha, Rangasthala, distrito de Chikkaballapur, estado de Karnataka, India
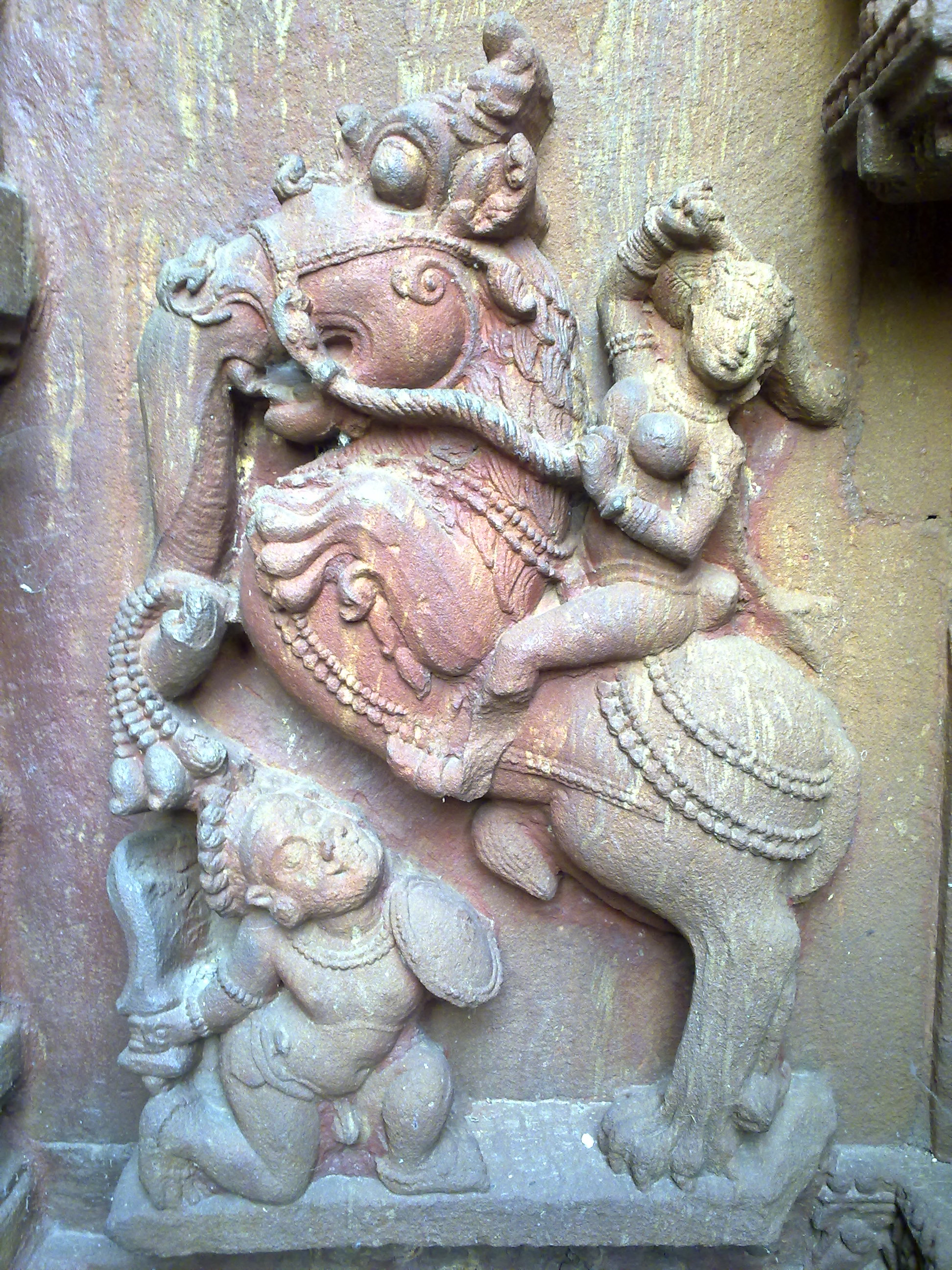
Yali y jinete, Templo Mukteshvara, Bhubaneshwar, estado de Odisha, India
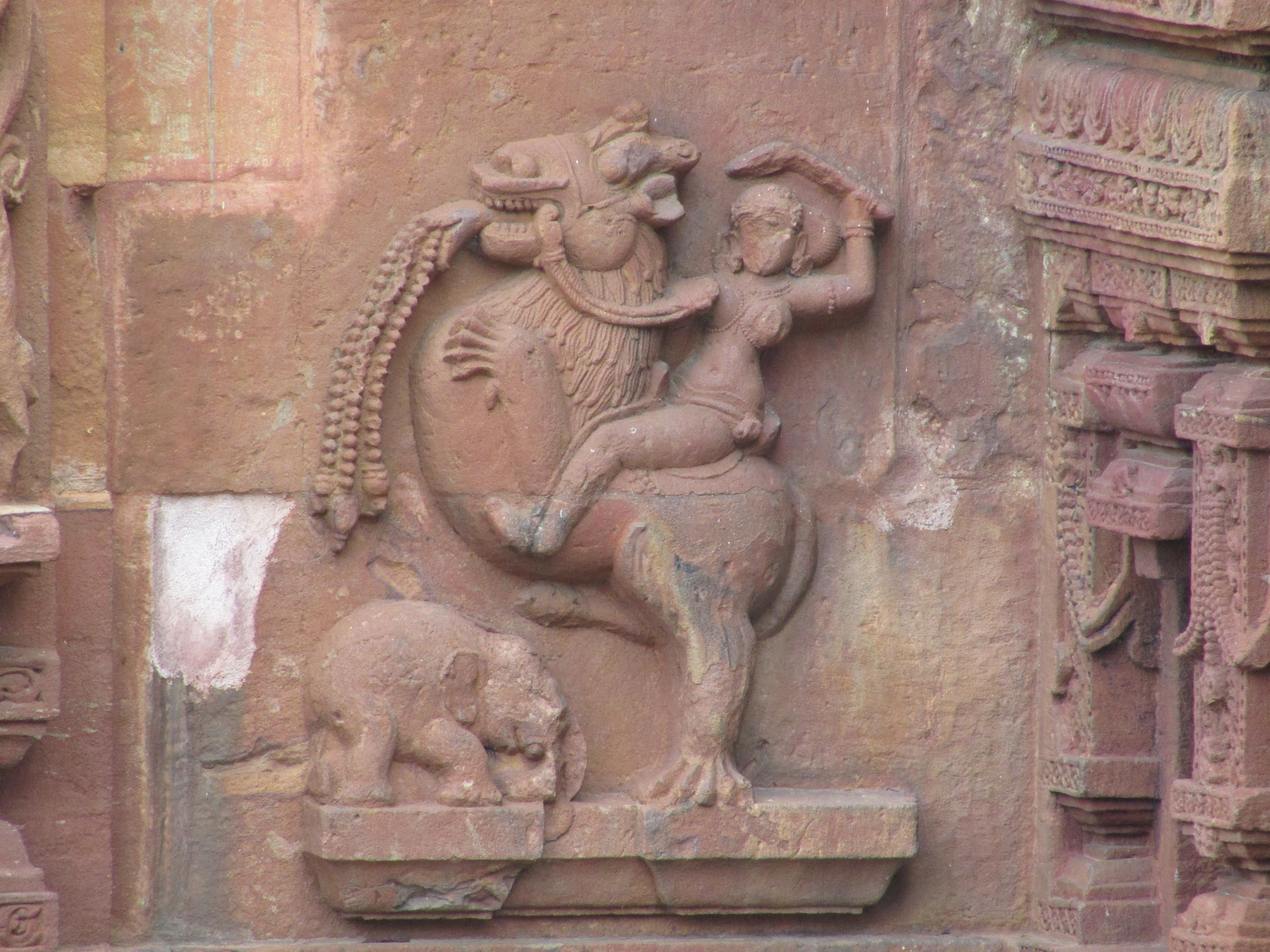
Yali y jinete, Templo Mukteshvara, Bhubaneshwar, estado de Odisha, India
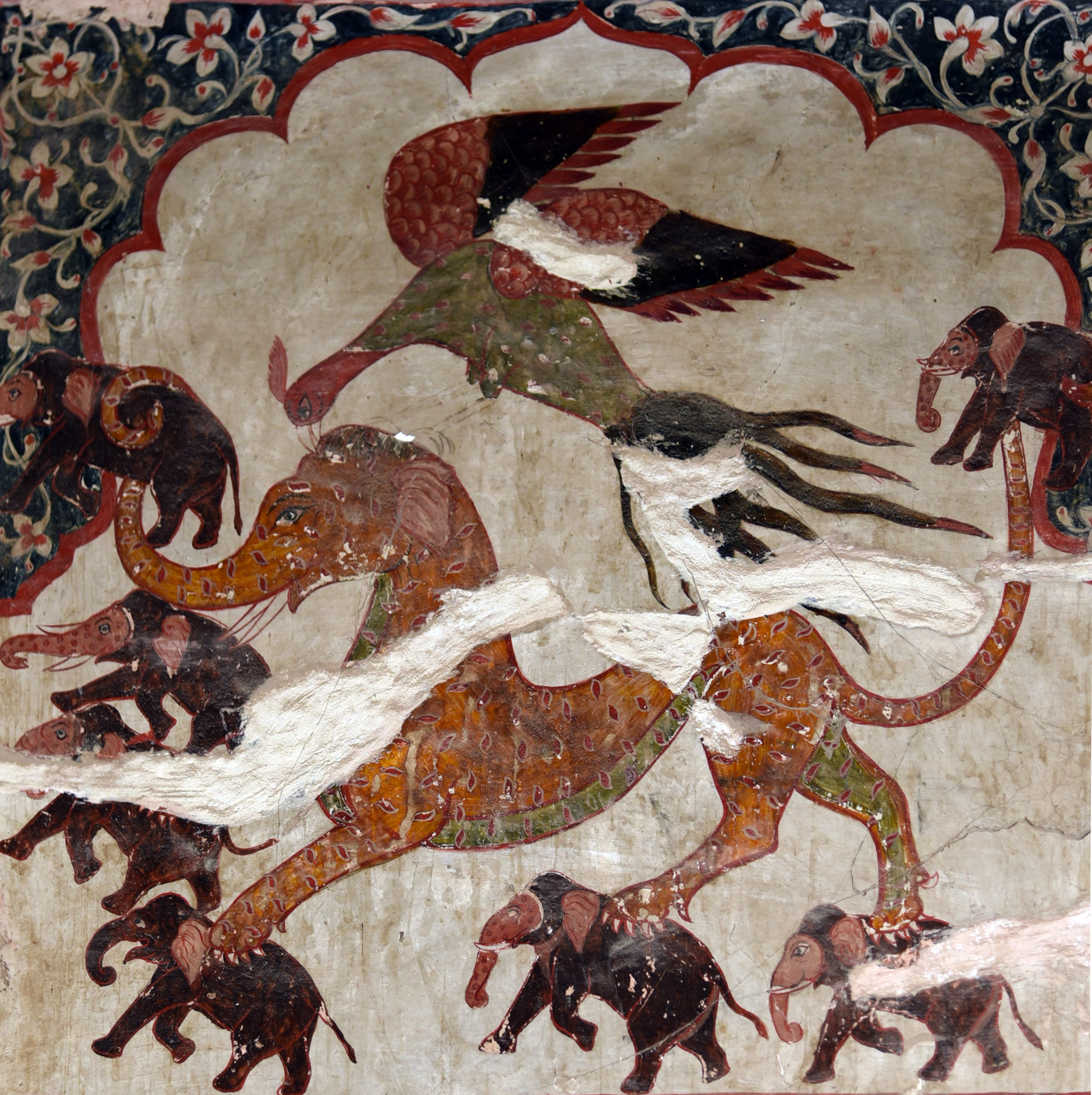
Imagen de Yali en el fuerte de Orchha, Madhya Pradesh, India